# Javier López Moreno
Javier López Moreno är en ort i Mexiko.   Den ligger i kommunen Acala och delstaten Chiapas, i den sydöstra delen av landet, 700 km öster om huvudstaden Mexico City. Javier López Moreno ligger 536 meter över havet och antalet invånare är 384.
Terrängen runt Javier López Moreno är platt norrut, men söderut är den kuperad. Runt Javier López Moreno är det ganska tätbefolkat, med 52 invånare per kvadratkilometer. Närmaste större samhälle är Acala, 10,8 km norr om Javier López Moreno. I omgivningarna runt Javier López Moreno växer huvudsakligen savannskog.